# Contré
Contré – miejscowość i gmina we Francji, w regionie Nowa Akwitania, w departamencie Charente-Maritime.
Według danych na rok 1990 gminę zamieszkiwało 165 osób, a gęstość zaludnienia wynosiła 13 osób/km² (wśród 1467 gmin regionu Poitou-Charentes Contré plasuje się na 830. miejscu pod względem liczby ludności, natomiast pod względem powierzchni na miejscu 695.).